# Переломний момент: Війна за демократію в Україні
«Переломний момент: Війна за демократію в Україні» (англ. Breaking Point: The War for Democracy in Ukraine) — американо-український документальний фільм режисерів Марка Гарріса та Олеся Саніна про події в Україні 2013—2016 років.

## Синопсис
Фільм оповідає про події Революції Гідності, анексію Криму Росією та війну на сході України. У фільмі використовуються фрагменти документальних кінохронік та свідчення очевидців та учасників подій. Під час створення фільму були записані свідчення 86-х учасників Революції гідності та учасників війни з Росією, відзнято понад 600 хвилин кіноматеріалу.

## Відзнаки та номінації
Фільм «Переломний момент: Війна за демократію в Україні» став найкращим на кінофестивалі «EtCultura» та потрапив до «лонг-ріду» (довгого списку) номінантів на премію «Оскар» в категорії «найкращий документальний фільм».